# كايتلين توربي
كايتلين غريس توربي (مواليد 17 مارس 2000) هي لاعبة كرة قدم أسترالية محترفة تلعب في مركز ظهير أو جناح في فريق بورتلاند ثورنز في الدوري الوطني لكرة القدم النسائية (NWSL) ومنتخب أستراليا لكرة القدم للسيدات. سبق لتوربي تمثيل نادي سان دييغو ويف والأندية الأسترالية  نادي ملبورن سيتي إف سي، ونادي بريسبان رور إف سي، ونادي بريستون ليونز إف سي.